# Williams (Oregon)
Williams – jednostka osadnicza w Stanach Zjednoczonych, w stanie Oregon, w hrabstwie Josephine.